# 茅坪荩草
茅坪荩草（学名：Arthraxon maopingensis），为禾本科荩草属下的一个植物种。